# Parafia Ikony Matki Bożej „Wszystkich Strapionych Radość” i św. Genowefy w Paryżu
Parafia Ikony Matki Bożej Wszystkich Strapionych Radość i św. Genowefy – istniejąca od 1936 parafia Rosyjskiego Kościoła Prawosławnego, założona w Paryżu przez białych emigrantów z Rosji oraz ks. Michaiła Bielskiego. Od początku jednak grupowała również wiernych narodowości greckiej i gruzińskiej, co skłoniło założycieli do wprowadzenia do liturgii języka francuskiego. Obecnie wszystkie nabożeństwa w parafii odprawiane są w tym języku, zaś dużą część parafian stanowią konwertyci francuscy. 
Początkowo parafia mieściła się w budynku przy ul. Montagne Sainte-Geneviève w Paryżu, po nieprzedłużeniu jego wynajmu (w latach 60.) zajmuje pomieszczenia przy ulicy Saint-Victor.
W latach 1928–1931 psalmistą w parafii był Jewgraf Kowalewski, organizator prawosławnej misji rytu gallikańskiego we Francji, a następnie zwierzchnik niekanonicznego Kościoła Katolicko-Prawosławnego Francji.